# Bon Jovi: When We Were Beautiful
 (mai 2018).
Albums de Bon Jovi
Lost Highway: The Concert
(2007) Live at Madison Square Garden
(2009)
When We Were Beautiful, également connu sous le nom de Bon Jovi: When We Were Beautiful, est un long métrage documentaire, sorti en 2009, sur le groupe de rock américain Bon Jovi, marquant son 25e anniversaire.
Sorti à l'occasion du Festival du film de Tribeca, le film relate les du Lost Highway Tour de Bon Jovi en 2007 et comprend des interviews des membres du groupe. Le film est réalisé par Phil Griffin et produit par Jon Kamen, Jack Rovner et Justin Wilkes. La société de production pour la libération est Radical Media.

## Production
Le réalisateur Phil Griffin a déclaré que "tout au long du processus de travail avec Bon Jovi, j'ai été étonné de la franchise et de l'humilité que Jon et son groupe m'ont montrées. Le résultat n'est pas un ensemble soigneusement arrangé d'entrevues et d'intermèdes musicaux, mais plutôt une série de conversations ouvertes et parfois difficiles, explorées sur fond de musique s'étendant sur 25 ans. C'est un film parlant de la tranquillité de Tico, de la complexité de Richie, du dynamisme de Jon et de l'honnêteté brutale de Dave. C'est leur volonté de partager leurs histoires qui me donne ce que j'espère être une histoire très humaine".

## Sortie
Le film a été présenté en avant-première au Festival du film de Tribeca le 29 avril 2009. Jon Bon Jovi était présent en personne pour l'occasion. Le film explore les  25 ans de carrière du groupe et présente en direct leurs prestations lors de la Lost Highway Tour. Le documentaire est diffusé en intégralité sur SHOWtime le 24 octobre. Une version éditée est disponible en DVD avec certains exemplaires du 11ème album studio du groupe, The Circle, contenant également le Live au Madison Square Garden. Un livre du même nom que le film a également été publié le 3 novembre 2009 et sous forme de livre de poche le 2 novembre 2010.